# Гербуртово
Гербуртово (пол. Herburtowo, нім. Ehrbardorf) — село в Польщі, у гміні Велень Чарнковсько-Тшцянецького повіту Великопольського воєводства.
Населення — 224 особи (2011).
У 1975-1998 роках село належало до Пільського воєводства.

## Демографія
Демографічна структура станом на 31 березня 2011 року:
|          | Загалом | Допрацездатний вік | Працездатний вік | Постпрацездатний вік |
| -------- | ------- | ------------------ | ---------------- | -------------------- |
| Чоловіки | 106     | 20                 | 76               | 10                   |
| Жінки    | 118     | 24                 | 68               | 26                   |
| Разом    | 224     | 44                 | 144              | 36                   |